# Amama Mbabazi
Amama Mbabazi (Kabale, 16 gennaio 1959) è un politico ugandese, ministro della sicurezza dal 2009 al 2011 e primo ministro dal 2011 al 2014.

## Biografia
Si è candidato in occasione delle elezioni presidenziali del 2016 con un proprio movimento, Go Forward, ottenendo l'1,4% dei voti.